# ديبرا مارتن تشيس
ديبرا مارتن تشيس (بالإنجليزية: Debra Martin Chase)‏ هي منتجة أفلام ومحامية أمريكية، ولدت في 11 أكتوبر 1956 في إلينوي في الولايات المتحدة.

## وصلات خارجية
- ديبرا مارتن تشيس على موقع IMDb (الإنجليزية)
- ديبرا مارتن تشيس على موقع بوكس أوفيس موجو (الإنجليزية)
- ديبرا مارتن تشيس على موقع قاعدة بيانات الفيلم (الإنجليزية)